# アーロン・ショベル
アーロン・ショベル（Aaron Schobel 1977年9月1日- ）はテキサス州コロンバス出身のアメリカンフットボール選手。NFLのバッファロー・ビルズで2001年から2009年まで9シーズンプレーした。ポジションはディフェンシブエンド。

## 経歴
テキサスクリスチャン大学で通算31サックをあげた。2001年のNFLドラフト2巡でバッファロー・ビルズに指名されて入団した。この年6.5サックをあげた。
2002年から6年連続で全試合先発出場を果たした。
2006年には自己ベストの14サックをあげてプロボウルに選ばれた。
2007年8月、7年5050万ドル（2000万ドルの保障）の契約延長を果たし、チーム最高給の選手となった。この年6.5サックに終わったが、マイアミ・ドルフィンズのジェイソン・テイラーが負傷で欠場することから代役として選ばれた。
プロ入りした2001年から116試合に連続出場していたが、2008年10月19日のサンディエゴ・チャージャーズ戦で、足の負傷のため欠場した。その後12月に故障者リスト入りした。この年は、わずか5試合の出場で35タックル、1サックに終わった。
2009年の第1週、ニューイングランド・ペイトリオッツとのマンデーナイトフットボールでは26ヤードのインターセプトリターンTDをあげた。第3週のニューオーリンズ・セインツ戦では相手QBドリュー・ブリーズをサック、ファンブルを誘った。この年10サックをあげた。
2009年シーズン終了後、新ヘッドコーチに就任するチャン・ゲイリーが4-3ディフェンスから3-4ディフェンスにシステムを変更することを表明したことから引退を考え始め、2010年5月10日にはショベルがニューヨーク州オーチャードパークの自宅を売りに出したことが地元メディアに報道された。5月25日に行われたチーム練習を欠席した。7月27日に引退する可能性が80%であると表明、8月4日、ビルズから解雇され、その後引退を表明した。
ビルズであげた78.0サックは、ブルース・スミスについでチーム歴代2位であり、キャリア9年間のうち、4シーズンで2桁サックをあげた。
2010年9月27日にヒューストン・テキサンズでワークアウトを行ったが、先発待遇は望めないことから、入団の合意には至らなかった。
2012年3月、現役復帰を検討していると報道がなされた。

## 人物
ランストップが疎かであり、2007年の第2週にビルズと対戦したピッツバーグ・スティーラーズのウィリー・パーカーはショベルが100%、QBへのパスラッシュをしてくるので、そのギャップを狙って走ったと語っている。
弟のマット・ショベルはタイトエンドとして、従兄弟のボー・ショベルはディフェンシブエンドとしてNFLでプレーしている。